# Rådgivende folkeafstemning om Norges tilslutning til EU 1994
Den rådgivende folkeafstemning om Norges tilslutning til Den europæiske union fandt sted 28. november 1994. 52,2% stemte mod norsk tilslutning, mens 47,8% stemte for. I Oslo, Akershus, Østfold, Vestfold og Buskerud stemte flertallet af befolkningen for medlemskab. I alle andre fylker stemte flertallet mod. Valgdeltagelsen var på 89%.